# Dan Dare
Dan Dare är en klassisk brittisk tecknad science fiction-serie med seriefiguren med samma namn. Skapad av Frank Hampson. I Sverige är serien även känd som "Dan Djärv".

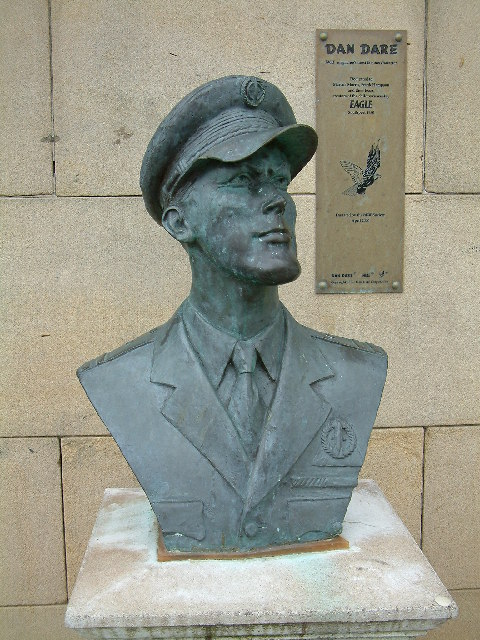
Byst av Dan Dare i Southport, England.

Enligt seriens historieskrivning är Dan Dare överste inom rymdflottan, innehavare av FN-orden som han fick för sitt ledarskap vid den första bemannade flygningen till Venus 1996. Född 1967 i Manchester, England. Hobbies är cricket, fäktning, ridning, målning och modellbygge.
Historien bakom serien å andra sidan är en annan. Den började vid mitten av 1940-talet då pastor Marcus Morris var redaktör för den kristna tidningen The Anvil. Tidningen gick inget vidare och han tänkte att illustrationer kanske skulle hjälpa, så han gick till den närbelägna konstskolan där han mötte Frank Hampson. När Marcus Morris och Frank Hampson träffades kom de fram till att för att nå internationell succé, något som The Anvil inte lyckats med, borde man skapa en välillustrerad och spännande serietidning för pojkar enligt högsta standard. De brittiska serietidningarna vid den här tiden var ganska undermåliga med träiga historier, och Frank ville skapa något i stil med de amerikanska serierna fast i en brittisk stil utan så mycket våld och superhjältar.
Under 1949 tog projektet form under namnet The Eagle.
I starten ändrades mycket och Dan Dare själv var både detektiven Dorothy Dare och en flygande präst innan han blev rymdpiloten, Dan Dare - pilot of the future! Frank Hampson ville ha en sf-serie eftersom det var en så flexibel stil, om man ville ändra förutsättningarna var det bara att sticka till en annan planet. Han ansåg också att framtiden skildrades alltför mörk med kärnvapenhotet och det kalla kriget. Han ville ge ett hopp för framtiden, att visa att raketer och vetenskap kunde visa nya världar och nya möjligheter. Frank Hampson hade varit en löjtnant i armén och hade själv sett V-2-raketerna och var fascinerad över skönheten och precisionen i deras mekanik. Han var säker på att rymdresor en dag skulle vara möjliga.
Efter att det var bestämt att Dan Dare skulle vara en sf-serie kom beskrivningen av persongalleriet. Dan Dare skildrades enligt samma mönster som en brittisk flyghälte, en slags Biggles i rymden. Hård men rättvis, hederlig, lysande pilot och en perfekt skytt. Rymdflottans uniform modellerades efter de brittiska arméofficerarnas uniform. Kanske huvudsakligen beroende på att den var ett av de få klädesplagg Frank Hampton ägde.
Som andra serihjältar har naturligtvis även Dan Dare förändrats över åren. Här är en kronologisk lista över utgivningarna.

## 1950-1967 EAGLE
Originalserien av Frank Hampson.

## 1968-1969 EAGLE
Återtryck av gamla serier.

## 1977-1981 2000AD
En 1970-talsverson av Dan Dare som inte alls liknar originalet.

## 1982-1986 EAGLE
Serien handlar nu om Dan Dares sonson som också heter Dan Dare. Ungefär samma stil som originalet fast lite modernare stil.

## 1987-1990 EAGLE
En total förändring i attityd, design och stämning. Från brittisk fair play till strålpistolsviftande rymdopera.

## 1990-1993 EAGLE
Åter till originalfigurerna och det gamla konceptet men ändå inte likadant.

## Dan Dare i musiken
Dan Dare har även blivit besjungen i en låt med text av Bernie Taupin och musik av Elton John. Låten finns på albumet "Rock Of The Westies".
Dan Dare nämns i första versen i låten "D.J." av David Bowie på albumet "Lodger".